# Meridiano 115 oeste
El meridiano 115 oeste de Greenwich es una línea de longitud que se extiende desde el Polo Norte atravesando el Océano Ártico, América del Norte, el Océano Pacífico, el Océano Antártico y la Antártida hasta el Polo Sur.
El meridiano 115 oeste forma un gran círculo con el meridiano 65 este.
Entre el equador y el paralelo 60 sur se forma la frontera este del Tratado de Rarotonga y la frontera oeste del Tratado de Tlatelolco.
Comenzando en el Polo Norte y dirigiéndose hacia el Polo Sur, el meridiano 115 oeste pasa a través de:
| Coordenadas                        | País, territorio o mar   | Notas |
| ---------------------------------- | ------------------------ | --- |
| 90°0′N 115°0′O / 90.000, -115.000  | Océano Ártico            | |
| 77°58′N 115°0′O / 77.967, -115.000 | Canadá                   | Territorios del Noroeste - Isla Brock                                                                    |
| 77°55′N 115°0′O / 77.917, -115.000 | Ballantyne Strait        | |
| 77°19′N 115°0′O / 77.317, -115.000 | Sin nombre               | Pasa justo al oeste de Isla Esmeralda, Territorios del Noroeste, Canadá                                  |
| 76°28′N 115°0′O / 76.467, -115.000 | Canadá                   | Territorios del Noroeste - Isla Melville                                                                 |
| 74°58′N 115°0′O / 74.967, -115.000 | Estrecho de McClure      | |
| 73°18′N 115°0′O / 73.300, -115.000 | Canadá                   | Territorios del Noroeste - Isla Victoria                                                                 |
| 70°36′N 115°0′O / 70.600, -115.000 | Prince Albert Sound      | |
| 70°17′N 115°0′O / 70.283, -115.000 | Canadá                   | Territorios del Noroeste - Isla Victoria Nunavut - Isla Victoria                                         |
| 68°52′N 115°0′O / 68.867, -115.000 | Dolphin and Union Strait | |
| 70°17′N 115°0′O / 70.283, -115.000 | Canadá                   | Nunavut - continental                                                                                    |
| 68°10′N 115°0′O / 68.167, -115.000 | Golfo de la Coronación   | |
| 67°48′N 115°0′O / 67.800, -115.000 | Canadá                   | Nunavut Territorios del Noroeste - pasando a través del Gran Lago del Esclavo Alberta Columbia Británica |
| 49°0′N 115°0′O / 49.000, -115.000  | Estados Unidos           | Montana Idaho Nevada California                                                                          |
| 32°42′N 115°0′O / 32.700, -115.000 | México                   | Baja California Sonora                                                                                   |
| 29°23′N 115°0′O / 29.383, -115.000 | Océano Pacífico          | Bahía de Sebastián Vizcaíno                                                                              |
| 27°50′N 115°0′O / 27.833, -115.000 | México                   | Baja California Sur                                                                                      |
| 27°43′N 115°0′O / 27.717, -115.000 | Océano Pacífico          | Pasa justo al oeste de la Isla Clarión, México                                                           |
| 60°0′S 115°0′O / -60.000, -115.000 | Océano Antártico         | |
| 74°2′S 115°0′O / -74.033, -115.000 | Antártida                | Territorio no reclamado                                                                                  |